# Gunter Schmieder
Gunter Schmieder (* 27. Juli 1957 in Marienberg) ist ein ehemaliger deutscher Nordischer Kombinierer, der als Mitglied des SC Dynamo Klingenthal für die Deutsche Demokratische Republik Wettkämpfe bestritt. Er nahm an den Olympischen Winterspielen und 1980 und 1984 sowie mehreren Weltmeisterschaften teil.

## Karriere
In den Jahren 1976 und 1977 nahm er an den Europa- bzw. Weltmeisterschaften der Junioren teil und konnte jeweils den Einzelwettbewerb gewinnen. 1978 nahm er an den Nordischen Skiweltmeisterschaften in Lahti teil und belegte im Einzelwettbewerb als viertbester DDR-Starter den fünften Platz. Bei den Weltmeisterschaften 1982 in Oslo belegte er im Einzelwettbewerb erneut den fünften Platz. Zudem gewann er gemeinsam mit Uwe Dotzauer und Konrad Winkler im erstmals ausgetragenen Mannschaftswettbewerb die Goldmedaille vor den Mannschaften aus Finnland und Norwegen.
Er nahm in der Saison 1983/84 am erstmals ausgetragenen Weltcup der Nordischen Kombination teil und belegte beim ersten Wettbewerb in Seefeld hinter den beiden Siegern Uwe Dotzauer und Kerry Lynch den dritten Platz. Am Ende der Saison belegte er mit insgesamt 34 Punkten den 15. Platz. Er nahm zudem an den Olympischen Spielen 1984 in Sarajevo und bei den Nordischen Skiweltmeisterschaften 1984 in Rovaniemi teil. Bei den Olympischen Spielen belegte er im Einzelwettbewerb den 15. Platz. Beim nichtolympischen Mannschaftswettberb in der Nordischen Kombination, der in Rovaniemi veranstaltet wurde, wurde die DDR-Auswahl unter seiner Beteiligung Vierte.